# José Joffily Bezerra de Mello
José Joffily Bezerra de Mello (Pocinhos , 25 de março de 1914 — Londrina, 9 de janeiro de 1994) foi um polímata brasileiro, tendo se destacado principalmente como político, empresário e historiador.

## Família
- Avós maternos: Irenêo Ceciliano Pereira Joffily (1843-1902) e Rachel Olegaria de Torres Brasil (1854-1939)
- Pais: Antônio Bezerra de Melo e Maria Joffily Bezerra de Mello (1889-1966).
- Filhos: Francisco de Assis e José Joffily Filho.
- Entre seus familiares, destacou-se Irineu Joffily, interventor federal no Rio Grande do Norte de 1930 a 1931 e deputado pela Paraíba à Assembléia Nacional Constituinte de 1934.[4] E o religioso Dom João Irineu Joffily, Bispo da Diocese do Amazonas e Arcebispo do Pará.[5]

## Biografia

### Educação formal
Neto pelo lado materno do historiador e jornalista Irineu Joffily. Filho do funcionário dos Correios e Telégrafos Antônio Bezerra de Melo  e da professora estadual, D. Maria Joffily. Teve apenas um irmão, Guilherme Joffily, médico e seu cabo eleitoral nas disputas políticas.
Fez o curso primário no Grupo Escolar Tomás Mindelo e o secundário no Liceu Paraibano e no Colégio Diocesano Pio X, ambos na capital paraibana. Iniciou o curso de direito na Faculdade de Direito do Rio de Janeiro e concluiu, em 1938, na Faculdade de Direito do Recife.

### Carreira política
Começou sua vida pública aos 16 anos como líder estudantil secundarista. Alistou-se no batalhão de voluntários na Revolução de 1930. Tendo participado do assalto ao 22º Batalhão de Caçadores, que foi o estopim da Revolução em solo paraibano, sob o comando de Juarez Távora e Antenor Navarro.
Em 1935 foi acusado de envolvimento no levante deflagrado pelos comunistas em nome da Aliança Nacional Libertadora no mês de novembro, com o objetivo de derrubar o governo de Getúlio Vargas e implantar no país um “governo popular revolucionário”. Detido, Joffily teve negado pela Corte Suprema (como era então chamado o Supremo Tribunal Federal) o habeas-corpus impetrado em seu favor em fevereiro de 1936, sendo libertado somente mais tarde.
Ocupou os cargos de assistente técnico do Departamento de Cooperativismo do estado da Paraíba, em 1939, de diretor comercial dos Serviços Elétricos da Paraíba, de promotor público em Pernambuco, em 1940, de diretor da Penitenciária Agrícola de Itamaracá, entre 1941 e 1942.
Durante o período de 1942 a 1945, foi Secretário de Agricultura Viação e Obras Públicas da Paraíba, na gestão de Rui Carneiro.

### Deputado Federal
Com a redemocratização do país em 1945, elegeu-se em dezembro desse ano deputado federal pela Paraíba à Assembleia Nacional Constituinte pelo Partido Social Democrático (PSD), do qual foi um dos fundadores em seu estado. Reeleito deputado federal em 1950, em 1954 e em 1958.
Participou da influente "ala moça" do PSD, ao lado de Ulysses Guimarães, Vieira de Melo, Renato Archer e outros, dando apoio ao Governo de Juscelino Kubitschek de Oliveira.
De abril de 1956 até o final da legislatura, em janeiro de 1959, foi líder e vice-líder da maioria e do PSD na Câmara dos Deputados, tornando-se também um dos líderes e fundadores da Frente Parlamentar Nacionalista (FPN). A Frente Parlamentar Nacionalista constituiu um grupo de pressão defensor de uma plataforma nacionalista, destacando-se entre suas reivindicações a regulamentação da remessa de lucros para o exterior e o controle estatal sobre a exploração dos recursos naturais básicos.
Foi porta-voz das Reformas de Base, notadamente, da Reforma Agrária, na Câmara Federal e atuante incentivador das Ligas Camponesas na Paraíba. Como representante da FPN, Joffily foi relator da Comissão Especial de Reforma Agrária na Câmara dos Deputados.
Em outubro de 1962 concorreu ao Senado pela Paraíba na legenda do Partido Socialista Brasileiro (PSB), mas não logrou eleger-se. No mesmo pleito tentou a reeleição como deputado federal, pelo PSB, também sem êxito.
Em 1963, foi nomeado, pelo presidente João Goulart, Membro do Conselho Nacional da Economia.

### Cassação
Em 9 de abril de 1964, pelo Ato Institucional nº 1 do Comando Supremo da Revolução (Golpe Civil-Militar de 1964) teve seus direitos políticos suspensos por dez anos, na primeira lista, junto com outros 99 cidadãos brasileiros.
Em 1965 foi processado pela Lei de Segurança Nacional por iniciativa da 7ª Região Militar do Recife. No último trimestre daquele ano foi decretada a sua prisão preventiva quando foi recolhido ao quartel Caetano de Faria, no Rio de Janeiro, onde residia.
Em 5 de janeiro de 1966 foi solto, através de habeas corpus concedido pelo Superior Tribunal Militar.

### Vida empresarial, pesquisas históricas e falecimento
Após a cassação passou a se dedicar à pesquisa histórica, às atividades literárias e empresariais.  Ingressou na iniciativa privada como corretor de seguros, no Rio de Janeiro.
Posteriormente, radicou-se em Londrina, onde, em 1977, assumiu o cargo de diretor-presidente da Herbitécnica Defensivos Agrícolas, uma das principais fábricas de herbicidas do País. Foi também diretor do Grupo Financeiro Campina Grande. 
Em agosto de 1979, foi beneficiado pela Lei da Anistia.
Em 1979, às vésperas do cinquentenário da Revolução de 1930, lança o livro, "Revolta e revolução. 50 anos depois", que foi premiado pela Academia Paulistana de História, considerado seu melhor estudo.
Em 1982, é novamente premiado, ao publicar, a biografia de seu avô materno: "Entre a monarquia e a republica: ideias e lutas de Ireneo Joffily". Em 1985, por ocasião dos quatrocentos anos de conquista e fundação da Paraíba, publica o seu livro mais ousado: "Porto político", onde denuncia as falcatruas das oligarquias do Estado durante a construção do porto da capital paraibana.
Seu livro "Anayde Beiriz" (no qual, destaca os aspectos trágicos e simultaneamente românticos da Revolução de 1930) foi a inspiração para o filme Parahyba Mulher Macho, de 1983, que foi roteirizado por seu filho e dirigido por Tizuka Yamazaki.
Assumiu a Cadeira de número 24 da Academia Paraibana de Letras, em 25 de novembro de 1983.
Foi casado com Maria José Mindelo Joffily Bezerra, com quem teve dois filhos: o economista, executivo e bancário Francisco de Assis e o cineasta José Joffily Filho.
Faleceu em Londrina no dia 9 de janeiro de 1994. Até a data de sua morte, José Joffily era o último representante da Paraíba na constituinte de 1946 ainda vivo.

## Desempenho em eleições
| Ano  | Eleição             | Partido | Cargo            | Votos  | %     | Resultado  | Ref    |
| ---- | ------------------- | ------- | ---------------- | ------ | ----- | ---------- | ------ |
| 1945 | Estadual na Paraíba | PSD     | Deputado Federal | 7.076  | 5,12% | Eleito     | [ 17 ] |
| 1950 | Estadual na Paraíba | PSD     | Deputado Federal | 17.198 | 6,78% | Eleito     | [ 18 ] |
| 1954 | Estadual na Paraíba | PSD     | Deputado Federal | 20.840 | 8,93% | Eleito     | [ 19 ] |
| 1958 | Estadual na Paraíba | PSD     | Deputado Federal | 18.256 | 7,42% | Eleito     | [ 20 ] |
| 1962 | Estadual na Paraíba | PSB     | Deputado Federal | 7.970  | 2,92% | Não Eleito | [ 11 ] |
| 1962 | Estadual na Paraíba | PSB     | Senador          | 45.348 | 8,93% | Não Eleito | [ 10 ] |

## Livros publicados
Publicou os seguintes livros:
- Industrialização da Paraíba - Esquêma de suas possibilidades. João Pessoa, PB: A União, 1945.
- O Plano SALTE - Setor Alimentos. Rio de Janeiro, RJ: Imprensa Nacional, 1948.
- Distorções e Revisões. Londrina, PR: Gráfica Líder, 1976.
- Revolta e Revolução - 50 anos depois. Rio de Janeiro, RJ: Paz e Terra, 1979.
- Anayde Beiriz - Paixão e Morte na Revolução de 30. Rio de Janeiro, RJ: CBAG, 1980.
- Entre a Monarquia e a Republica - Ideias e Lutas de Ireneo Joffily. Rio de Janeiro, RJ: Kosmos, 1982.
- Morte na Ulen Company - Cinqüenta anos depois. Rio de Janeiro, RJ: Editora Record, 1983.
- Porto Político. Rio de Janeiro, RJ: Civilização Brasileira, 1983.
- Mudanças e Mundancistas.
- A Constituinte de 1946, Pernambuco: Fundação Joaquim Nabuco, 1985.
- Londres, Londrina. Rio de Janeiro, RJ: Paz e Terra, 1985.
- Harry Berger. Rio de Janeiro, RJ: Paz e Terra, 1987.
- O Caso Panther. Rio de Janeiro, RJ: Paz e Terra, 1988.
- Manifesto a Sucessão Estadual. Londrina: Gráfica Líder, 1990.
- Nos Tempos de Branca Dias. Londrina, PR: Pé Vermelho Editora, 1993.

## Homenagens e condecorações
Recebeu as seguintes homenagens e condecorações:
- Doutor Honoris Causa pela Universidade Federal da Paraíba, 1988.[22]
- Cidadão Honorário do Paraná, 1986.[23]
- Paraninfo da Turma de Engenheiros Especialistas da Petrobrás.
- Medalha do Mérito Municipal da Câmara de Vereadores de Campina Grande.
- Medalha do Mérito-Constituinte de 1946.
- Prêmio CLIO da Academia Paulistana de História, 1981 e 1983.
- Paraninfo da Turma de Estudos Sociais do Centro de Estudos Superiores de Londrina, 1983.